# Pafos Football Club
Il Pafos Football Club (in greco: Πάφος FC) è una società calcistica cipriota con sede nella città di Pafo. Milita nella Divisione A, la massima serie del campionato cipriota di calcio.

## Storia
Il club fu fondato nel giugno 2014, quando fu ratificata l'unione tra l'AEK Kouklion e l'AEP Paphos. L'AEK Kouklion era reduce dal suo primo campionato disputato in A' Katīgoria concluso però con la retrocessione in seconda serie, mentre l'AEP Paphos nel corso della stessa stagione era impegnato proprio in seconda serie, ma doveva fare i conti con problemi economici e penalizzazioni in classifica. Le due squadre si sono così fuse per formare un unico club più competitivo.
Il 9 giugno 2014 i due club, al termine di altrettante assemblee separate, hanno approvato la creazione del Pafos FC. Sul logo del Pafos FC, come già avvenuto su quello dell'AEP Paphos, campeggia il volto di Evagoras Pallikarides, membro dell'organizzazione paramilitare EOKA. Il giorno successivo la nuova squadra è stata presentata ai tifosi, con la presenza di politici e sportivi della città. Il primo presidente è stato Christakis Kaizer, già presidente dell'AEK Kouklion. Il primo allenatore è stato invece il serbo Radmilo Ivančević, già tecnico dell'AEP Paphos anni prima, tra il 2002 e il 2003. 
Partito dalla seconda serie nazionale, il Pafos FC ha ottenuto la promozione in Divisione A già al termine della sua prima stagione (2014-2015) grazie al secondo posto in classifica. La permanenza nella massima serie è durata un solo anno, vista la retrocessione giunta dopo la poule retrocessione del 2015-2016. Nonostante ciò, il club è riuscito a tornare immediatamente nella massima serie con un ulteriore secondo posto in seconda serie ottenuto l'anno successivo.
Nella stagione 2023-2024 ha vinto la Coppa di Cipro battendo in finale l'Omonia e qualificandosi così per i preliminari di Europa League. Eliminato da questa competizione, si è qualificato alla Conference League, dove ha raggiunto gli ottavi di finale, battuto dal Djurgården.
La stagione 2024-2025 ha segnato la storia della società grazie alla conquista del primo titolo nazionale, vinto aritmeticamente il 4 maggio 2025 e con due turni d'anticipo.

## Palmarès

### Competizioni nazionali
- Coppa di Cipro: 1

2023-2024
- Campionato cipriota: 1

2024-2025

### Altri piazzamenti
- Coppa di Cipro:

Finalista: 2024-2025

## Organico

### Rosa 2025-2026
Aggiornata al 19 agosto 2025.
| N. |                                 | Ruolo | Calciatore                 |
| -- | ------------------------------- | ----- | -------------------------- |
| 2  | Cipro (bandiera)                | D     | Kōstas Pīleas              |
| 4  | Brasile (bandiera)              | D     | David Luiz                 |
| 5  | Spagna (bandiera)               | D     | David Goldar               |
| 7  | Brasile (bandiera)              | A     | Bruno                      |
| 8  | Portogallo (bandiera)           | C     | Domingos Quina             |
| 9  | Rep. del Congo (bandiera)       | A     | Mons Bassouamina           |
| 11 | Brasile (bandiera)              | A     | Jajá                       |
| 12 | Svezia (bandiera)               | C     | Ken Sema                   |
| 17 | Croazia (bandiera)              | A     | Mislav Oršić               |
| 22 | Svezia (bandiera)               | A     | Muamer Tanković (capitano) |
| 23 | Paesi Bassi (bandiera)          | D     | Derrick Luckassen          |
| 25 | Mozambico (bandiera)            | D     | Bruno Langa                |
| 26 | Bosnia ed Erzegovina (bandiera) | C     | Ivan Šunjić                |

| N. |                        | Ruolo | Calciatore            |
| -- | ---------------------- | ----- | --------------------- |
| 30 | Romania (bandiera)     | C     | Vlad Dragomir         |
| 33 | Brasile (bandiera)     | A     | Anderson Silva        |
| 35 | Brasile (bandiera)     | D     | Pedrão                |
| 70 | Cipro (bandiera)       | A     | Marios Īlia           |
| 77 | Capo Verde (bandiera)  | A     | João Correia          |
| 82 | Cipro (bandiera)       | P     | Petros Petrou         |
| 88 | Portogallo (bandiera)  | C     | Pêpê                  |
| 93 | Cipro (bandiera)       | P     | Neofytos Michaīl      |
| 99 | Grecia (bandiera)      | P     | Athanasios Papadoudīs |
|    | Paesi Bassi (bandiera) | P     | Jay Gorter            |
|    | Portogallo (bandiera)  | C     | Alexandre Brito       |
|    | Senegal (bandiera)     | C     | Moustapha Name        |

### Rosa delle stagioni passate
- 2018-2019